# L'aprenenta de bruixa
L'aprenenta de bruixa (títol original en anglès, Bedknobs and Broomsticks, tr. "Poms de llit i escombres") és una pel·lícula que combina l'animació amb la imatge real, produïda per Walt Disney Productions i estrenada l'any 1971. Ha estat doblada al català i emesa per TV3 el 4 de gener de 2006.
La pel·lícula es basa en dos llibres de Mary Norton, The Magic Bed-Knob (1943) i Bonfires and Broomsticks (1945), que van ser més tard publicats com un sol llibre sota el títol de Bed-Knob and Broomstick (1957). L'estudi havia comprat els drets per a produir una adaptació cinematogràfica de l'obra en el cas que Mary Poppins (1964) fracassés. No obstant això, la pel·lícula de 1964 va ser un gran èxit i així i tot es va rodar L'aprenenta de bruixa. Va aconseguir èxit per part de la crítica, si bé financerament no va aconseguir les expectatives; també va rebre un Oscar per "millors efectes especials" el 1972. Les cançons de la pel·lícula van ser escrites pels germans Richard M. Sherman i Robert B. Sherman, qui van treballar també a Mary Poppins, Chitty Chitty Bang Bang i El llibre de la selva.

## Sinopsi
Transcorre la Segona Guerra Mundial l'any 1940. Eglantine Price (Angela Lansbury), és una dona soltera i forta que es veu obligada a allotjar a casa seva (molt a pesar seu) a tres nens evacuats durant el Blitz de Londres. El que ningú sospita és que és en realitat una bruixa, que a més rep les lliçons per correu. A canvi del seu silenci, els regala un bolig, amb el qual podran viatjar a qualsevol lloc a bord d'un antic llit. A conseqüència de la guerra, l'"Acadèmia de bruixeria d'Emilius Browne" (David Tomlinson) a Londres es veu obligada a tancar, sense poder remetre-la la lliçó més important, "La Locomoció Substitutiva". Eglantine decideix visitar amb els nens al professor Browne a Londres, perquè li proporcioni l'última lliçó, inoportunament perduda d'un vell llibre d'encanteris. Plegats buscaran el conjur amb el qual Price podria acabar definitivament amb la guerra.

## Repartiment original
- Eglantine Price - Angela Lansbury[4]
- Emelius Browne - David Tomlinson
- Mr. Jelk - Roddy McDowall
- Bookman - Sam Jaffe
- Coronel Heller - John Ericson
- Swinburne - Bruce Forsyth
- Els nens:
- Carrie Rawlins,- Cindy O'Callaghan
- Paul Rawlins,- Roy Snart
- Charlie Rawlins,- Ian Weighill.

## Premis
Oscar als "millors efectes especials" en 1972
Nominació als Oscar:
- Millor cançó original: L'edat de la incredulitat (Richard M. Sherman, Robert B. Sherman)
- Millor disseny de vestuari:(Bill Thomas )
- Millor adaptació musical: (Irwin Kostal)
- Millor Direcció artística

## Cançons
- "The Old Home Guard"
- "The Age of Not Believing", Nominada a l'Oscar a la millor cançó original.
- "Portobello Road"
- "Beautiful Briny Sea". Fou composta originalment pels germans Sherman per la pel·lícula "Mary Poppins".
- "Eglantine/Don't Let Me Down"
- "Substitutiary Locomotion"